# Joseph Russo
Joseph "J.R." Russo, detto Joe (Boston, 5 maggio 1931 – Springfield, 1º giugno 1998), è stato un mafioso statunitense, di origini siciliane.
Fu un mafioso di Boston, Massachusetts, tra gli anni '50 e '60, Russo conobbe la malavita, servendo il suo primo capo mafioso Paul Vario. Mentre lavorava per Vario, come copertura faceva il tassista a New York. Nel '76 Russo fu incaricato di uccidere Joseph "The Animal" Barboza, a San Francisco, California. Verso la metà degli anni ottanta, Russo diventò capo mafioso, riuscendo a controllare la maggior parte del territorio occidentale di Boston.

## Investigazioni
Nel novembre 1989, Russo, il suo complice Robert Carrozza ed altri membri furono accusati di estorsione, omicidi, furti, e spaccio di narcotici. Nel 1990 Russo fu ancora accusato per manomissione ai giochi d'azzardo ed un assassinio.
Il 6 gennaio 1992 Russo fu di nuovo accusato per traffico di medicinali illegali ed un altro assassinio. Russo, accusato anche dell'omicidio di Barboza, fu multato di 758,000 dollari e condannato a 16 anni di prigione.

## Prigione
Dopo aver ricevuto la sua condanna, Russo fu spedito a Lompoc, California. Qui conobbe Carmine "Junior" Persico e partecipò spesso a dei rodei e nei complessi musicali.
Russo morì, per cause naturali, al Centro Medico per Prigionieri di Springfield, Missouri, il 1º giugno 1998.